# Minčo Dimov
Pour les articles homonymes, voir Dimov.
Minčo Dimov (en bulgare : Минчо Димов), né le 4 janvier 1940, est un ancien joueur bulgare de basket-ball.

## Palmarès
- 3e du championnat d'Europe 1961